# Artpop (chanson)
Pistes de Artpop
Do What U Want
(7) Swine
(9)
Artpop (stylisé en ARTPOP) est une chanson de l’artiste américaine Lady Gaga, issue de son quatrième album éponyme. Elle a été écrite et produite par Gaga, Paul « DJ White Shadow » Blair, Nick Monson et Dino Zisis. Artpop était le premier titre à être développé pour l’opus et a mené les compositeurs à explorer d’autres possibilités de création musicale. Bien que la chanson est décrite comme l’épine dorsale du disque, Gaga ne voulait cependant pas expérimenter la production d’Artpop, pour la simple et bonne raison qu’elle croit que le titre possède un aspect « infini ».
Morceau influencé par la musique techno, Artpop incorpore une instrumentation composée d’un piano, de guitares et de sons musicaux informatisés, entrecoupés entre les deux. Les paroles ont été interprétées de différentes façons : une relation amoureuse, la liaison entre Gaga et ses fans, la fusion de l’art et de la pop ainsi que de leur utilisation pour représenter son image et générer plus d'intérêt sur elle. Artpop a reçu des avis mitigées de la critique professionnelle, certaines ont fait l’éloge de la composition discrète de la chanson par rapport à d’autres titres de l'album, tandis que d’autres ont blâmé le lyrisme et la production démodée.
Artpop a été utilisé dans une vidéo « not safe for work » pour l’opus, qui présente Gaga dans diverses tenues bizarres et un montage des différents documents promotionnels menant à sa parution. Gaga a interprété la chanson en direct pour la première fois lors d’une prestation pendant l’iTunes Festival en septembre 2013. Subséquemment, elle l’a chantée à sa soirée ArtRave, avec le chanteur Elton John lors de l’émission télévisée Lady Gaga and the Muppets' Holiday Spectacular, diffusée sur ABC et plus récemment pour le Tonight Show Starring Jimmy Fallon. Le morceau se classe dans les hit-parades français et sud-coréens, principalement en raison des ventes numériques lors de la sortie d’Artpop, atteignant les cent-quatre-vingt-cinquième et quarante-huitième rangs, respectivement. Ainsi, plus de 3 157 exemplaires se sont vendus.

## Genèse et développement
Le développement du quatrième opus de Gaga, Artpop, a commencé peu de temps après la sortie du précédent, Born This Way et l'année suivante, les concepts de l'album ont « commencé à prospérer » alors que Gaga avait démarré ses collaborations avec les producteurs Fernando Garibay et DJ White Shadow,,. Cependant, alors qu’elle était en tournée pour le Born This Way Ball, Gaga a dû subir une chirurgie de la hanche en février 2013, ce qui a forcé la chanteuse à entrer dans un hiatus de six mois et cette réhabilitation est devenue l'une des inspirations de l'album. D’après White Shadow, la chanson-titre était l’un des premiers morceaux parqués pour l'album, portant à la création de son épine dorsale. La qualifiant de « moment décisif » quant à la création dArtpop, le producteur a expliqué que la piste titre les a amenés à explorer d'autres horizons en matière d’aspirations musicales. Écrite et produite par Gaga, White Shadow, Nick Monson et Dino Zisis, Artpop est réputée pour être le « chant du cygne » de l’album. Lors d’une entrevue pour Sirius XM Radio, durant laquelle elle a donné une analyse en profondeur de chaque chanson du disque, Gaga a expliqué :

« Artpop est vraiment une sorte de brasier, je ne voulais pas qu’elle parte dans une direction précise ou explose en orgasme car ça aurait été comme composer quelque chose qui serait “comme” tous les autres orgasmes que j’ai déjà eu. Sachant qu’il s’agit vraiment du centre de l’album, je voulais qu’il y ait un ton plus infini à ce concept d’Artpop – selon lequel on peut mettre l’art en avant et qu’on peut empêcher le monde de l’entreprise de contrôler l’art. L’artiste peut faire en sorte que nos idées et nos visions soient les choses les plus importantes qui contrôlent la culture et les industries. Je ne voulais pas qu’Artpop évolue trop, je voulais que ça hypnotise les gens et que ça devienne comme un mantra. »

## Crédits
| Gestion - Enregistré aux studios Record Plant à Hollywood en Californie - Stefani Germanotta P/K/A Lady Gaga (BMI) Sony ATV Songs LLC/House of Gaga Publishing, LLC/GloJoe Music Inc. (BMI), Maxwell and Carter Publishing, LLC (ASCAP), administered by Universal Music Publishing Group and Maxwell and Carter Publishing, LLC (BMI) administered by Universal Music Publishing Group Personnel - Lady Gaga – écriture, voix, production, piano, guitare, arrangement vocal - Paul « DJ White Shadow » Blair – écriture, production - Nick Monson – écriture, production, guitare - Dino Zisis – écriture, production | - Dave Russell – enregistrement, mixage - Benjamin Rice – assistant d’enregistrement et de mixage - Daniel Zaidenstadt – assistant d’enregistrement - Dino « SpeedoVee » Zisis – enregistrement additionnel - Rick Pearl – programmation additionnelle - Nicole Ganther – chœurs - Natalie Ganther – chœurs - Lyon Gray – chœurs - Ivy Skoff – administrateur de contrat syndical - Gene Grimaldi – enregistrement |

Crédits extraits du livret de l'album Artpop, Interscope Records.

## Classements
| Corée du Sud | South Korean Gaon Chart | 48  |
| France       | SNEP                    | 185 |